# Hellental
Hellental ist ein Ortsteil von Heinade, einer Gemeinde in der Samtgemeinde Eschershausen-Stadtoldendorf im Landkreis Holzminden in Niedersachsen.

## Geographie
Das Dorf liegt an einem Hang im Tal der Helle. Durch den Ort führt keine Durchgangsstraße.

## Geschichte
In diesem Tal gab es bereits im Hochmittelalter Waldglashütten. Es handelte sich um mehrere zeitweilige Hütten, die wegen der darauf folgenden Wüstungsperiode zu keiner dauerhaften Ansiedlung führte.
In der Frühen Neuzeit ist für die Jahre 1624/25 die Waldglashütte Am Lummenborn belegt. Von dieser sind erhalten die zugehörige Lummenbornquelle und der dortige Standort der Hütte, heute als Weide genutzt. Von einer weiteren Hütte, die in die Jahre nach 1617 datiert wird, sind weiter oben in demselben Tal Überreste des Ofens als Bodenwelle sichtbar. Zudem wurde dort ein Stempel zur Erzeugung von Nuppen gefunden, der im örtlichen Museum ausgestellt ist. Die Lage dieser Hüttenplätze ergab sich aus dem verfügbaren Rohstoffvorkommen sowie durch die Lage an der Alten Einbecker Straße als Handelsroute bis zum Tiedexer Tor des dortigen Marktortes.
Der Nordrand des Sollings war Teil des Fürstentum Braunschweig-Wolfenbüttel, als August Wilhelm im Jahr 1716 einem Glasmacher die Errichtung dieser Glashütte im Tal der Helle erlaubte. Diese Steinbeker Glashütte war in Betrieb von 1717 bis 1744. Sie wurde gegründet von einem Glasmacher aus der Familie Gundlach, der 1735 von Ferdinand Albrecht II. zum Amtmann im Amt Lichtenberg ernannt wurde. Dadurch siedelten sich auch Familienangehörige und Personal hier an. Daraus entwickelte sich dann das Dorf Hellental. Sie wurde 1743 aufgekauft von Karl I. und nach Schorborn verlegt, so dass die hiesige Glashütte wegen der konkurrierenden und als Nachfolge angelegten Glasmanufaktur Schorborn aufgegeben wurde.
In den Jahren des Königreiches Westphalen gehörte das Dorf anfangs zum Kanton Stadtoldendorf, danach zum Kanton Dassel.
Am 1. Januar 1973 wurde Hellental in die Gemeinde Heinade eingegliedert.

## Kultur

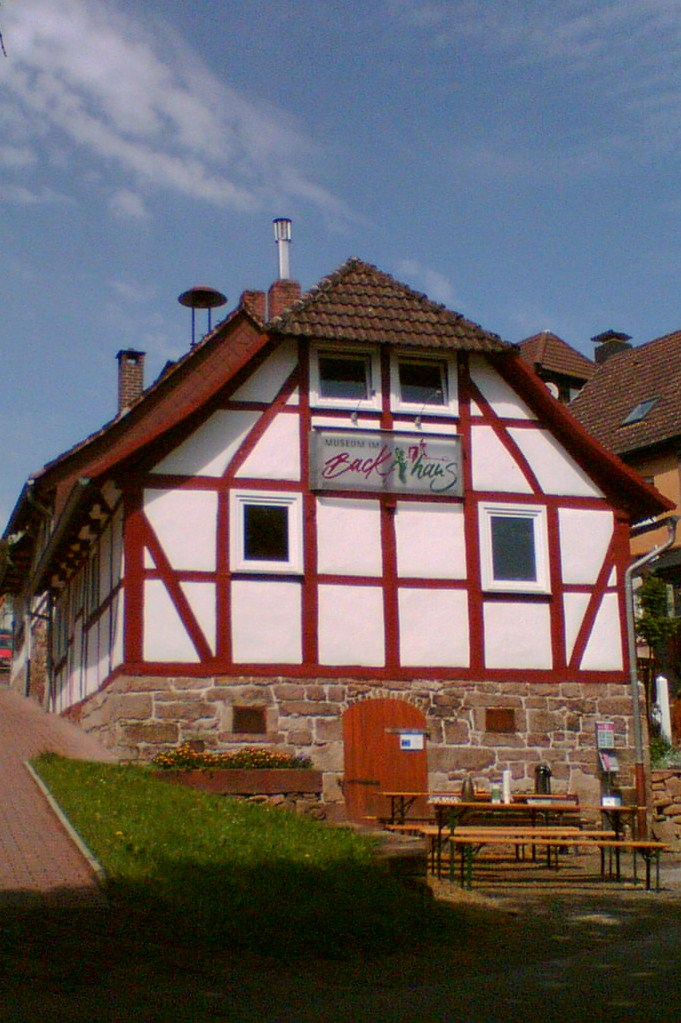
Museum im Backhaus

### Sehenswürdigkeiten
- Museum im Backhaus: Ausstellungsschwerpunkte sind das Herstellen von Waldglas mittels Glashafen im Solling sowie das Backen von Brot mittels Backofen des 19. Jahrhunderts.
- Naturschutzgebiet Hellental
- Graslandpfad

### Vereine
- Tischtennisverein Hellental von 1969 e. V.
- Heimat- und Geschichtsverein e. V.
- Solling- und Verkehrsverein e. V.